# Irène de Luppé
Pour les articles homonymes, voir Luppé.
Joseph Clément Irène de Luppé est un homme politique français né le 23 mai 1803 à Tonneins (Lot-et-Garonne) et mort le 19 septembre 1854 à Bréau (Seine-et-Marne). Propriétaire agriculteur de profession, il est député de Lot-et-Garonne de 1848 à 1851.

## Biographie
Le comte Irène de Luppé nait le 23 mai 1803 à Tonneins. Issu d'une ancienne famille noble de Gascogne, il est le petit-fils de Jean-Phinée-Suzanne de Luppé député de la noblesse aux États généraux de 1789. Il fait ses études au collège de Pontlevoy.
Propriétaire agriculteur au Mas-d'Agenais, il se marie en 1835 avec Sophie Troussel de Breau avec qui il a trois enfants. En 1845, après la mort de son père, il vend la propriété familiale de Tonneins à la mairie de la ville qui en fera son hôtel de ville.
Battu aux élections législatives de 1842, il est élu député de Lot-et-Garonne en 1848 et siège avec la droite. Il vote notamment contre le bannissement de la famille d'Orléans et contre l'amendement Grévy et pour l'expédition de Rome.  Réélu en 1849, il siège avec les monarchistes et fait partie du comité de la rue de Poitiers. Lors du coup d'État du 2 décembre 1851, il fait partie des 221 députés qui manifestent devant la mairie du 10e arrondissement. Il est de nouveau candidat aux élections de 1852 mais est battu par Charles François Laffite.
Il meurt le 19 septembre 1854 au château de Bréau appartenant à son beau-père.

## Sources
- « Irène de Luppé », dans Adolphe Robert et Gaston Cougny, Dictionnaire des parlementaires français, Edgar Bourloton, 1889-1891 [détail de l’édition]